# Гуржи, Радий Николаевич
Гуржи Радий Николаевич (11 августа 1930, Харьков — 3 августа 2011, Харьков) — советский, украинский физик — теоретик, доктор физико-математических наук, профессор, лауреат Государственной премии Украины в области науки и техники. Известен благодаря теоретическим работам по динамическим и кинетическим свойствам металлов, диэлектриков, низкоразмерных систем и спинового транспорта.

## Биография
Гуржи Радий Николаевич родился 11 августа 1930 в Харькове. В 1952 окончил физико-математический факультет Харьковского государственного университета. С 1952 по 1953 работал инженером в научно-исследовательском институте, г. Балашиха, Московская обл. В 1953 поступил в аспирантуру Физического института им. П. М. Лебедева АН СССР, Москва, по окончании которой в 1957 работал младшим научным сотрудником этого института. По возвращении в Харьков был принят на работу в Харьковский физико-технический институт, занимал должности младшего (1958—1960), старшего (1960—1968) научного сотрудника. В 1968—1974 был заведующим лабораторией. В 1958 защитил диссертацию на соискание ученой степени кандидата физико-математических наук (тема диссертации — «Квантовая теория поглощения электромагнитных волн в металлах в инфракрасной области спектра»). Докторскую диссертацию защитил в 1965. В 1974 перешел в Физико-технический институт низких температур АН УССР, до 2003 был заведующим отделом, затем работал главным научным сотрудником. Умер Р. Н. Гуржи 3 августа 2011 В Харькове.

## Научная деятельность
- Построен новый метод вывода квантового кинетического уравнения для квантованных систем, основанный на идеях Боголюбова. С помощью этого метода был решен ряд нестандартных проблем с кинетики: (i) Дано описание системы электронов, взаимодействующих между собой и с фононами в квантованном электромагнитном поле, и построена теория поглощения инфракрасного излучения в металлах; (ii) Выведены уравнения Ландау-Лифшица с учетом релаксации на микроскопическом уровне (вместе с В. М. Цукерником) (iii) Получено кинетическое уравнение с учетом конечности времени жизни сталкивающихся фононов и решена задача Померанчука о теплопроводности диэлектриков (совместно с А. О. Максимовым).
- Был предсказан ряд кинетических явлений в условиях, когда нормальные столкновения между квазичастицами играют ключевую роль: (i) поток Пуазейля фононного газа в диэлектриках и гидродинамический минимум в температурной зависимости электрического сопротивления металлов и двумерных проводников («эффект Гуржи»). Оба эффекта были обнаружены экспериментально. Экспериментально наблюдался еще один, предсказаний им, гидродинамический эффект, а именно основной вклад ангармонических членов произвольно высокого порядка в теплопроводности ферритов при понижении температуры.
- Построен метод, который позволил описать широкий спектр кинетических явлений в чистых металлах при низких температурах, с общей точки зрения, с точки зрения нелокальной диффузии электронов вдоль поверхности Ферми (в соавторстве с А. И. Копелиовичем).
- Предсказаны качественно новые механизмы электрон — фононной и электрон — электронной релаксации в двумерных проводящих системах (в соавторстве с А. И. Копелиовичем и С. Б. Руткевичем)[3].

## Избранные публикации
1. R.N. Gurzhi «Hydrodynamic Effects in Solid States» (Uspekhi. Fiz. Nauk, v.94 (1968)).
2. R.N. Gurzhi, A.I. Kopeliovich, and S.B. Rutkevich «Kinetic Properties of Two-Dimensional Metal Systems» (Adv. Phys., V.36 (1987)).
3. R.N. Gurzhi, A.N. Kalinenko, A.I. Kopeliovich, Electron-Electron Collisions and a New Hydrodynamic Effect in Two -Dimensional Electron Gas, Phys. Rev. Lett., 72, 3872 (1995).
4. R.N. Gurzhi, A.N. Kalinenko, A.I. Kopeliovich, The Theory of Kinetic Effects in Two-Dimensional Degenerate Gas of Colliding Eletrons, Fiz. Nizk. Temp., 23, 58 (1997) [Low Temp. Phys., 23, 44, (1997)].
5. A.V. Yanovsky, H. Predel., H. Buhmann, R.N. Gurzhi, A.N. Kalinenko, A.I. Kopeliovich, L.W. Molenkamp, Angle-Resolved Spectroscopy of Electron-Electron Scattering in a 2d System, Europhys. Lett., 56, 709 (2001).
6. R.N. Gurzhi, A.N. Kalinenko, A.I. Kopeliovich, A.V. Yanovsky, E.N. Bogachek, and Uzi Landman, Spin-Guide Source of High Spin-Polarized Current, Phys. Rev. B 68, 125113 (2003).
7. R.N. Gurzhi, A.N. Kalinenko, A.I. Kopeliovich, A.V. Yanovsky, E.N. Bogachek, and Uzi Landman, Influence of Electron-Electron Scattering on Spin-Polarized Current States in Magnetic Wrapped Nanowires, Fiz. Nizk. Temp., 29, 809 (2003) [Low Temp. Phys. 29 606 (2003)].
8. R.N. Gurzhi and A.I. Kopeliovich «Low Temperature Electric Conductivity of Pure Metals» (Uspekhi. Fiz. Nauk, v.133 (1981)).

## Воспоминания о Р. Н. Гуржи
Виктор Конторович. Радик